# Daniela Trujillo
Daniela Trujillo (* 23. Juni 1995) ist eine kolumbianische Schauspielerin und Sängerin. International bekannt wurde sie durch ihre Rolle Isabel “Pixie” Ocaranta in der Disney-Serie BIA.

## Leben
Trujillo studierte von 2009 bis 2013 Moderne Sprachen, mit Schwerpunkt Übersetzung, an der Universidad EAN in Bogotá. Von 2014 bis 2017 folgte ein Studium im Bereich Musiktheater an der Misi Producciones Escuela y Compañía de Teatro Musical, ebenfalls in Bogotá. Bereits während ihres Studiums war sie in verschiedene Musicalproduktionen zu sehen. 2018 nahm sie an einem Casting von Disney teil. Gesucht wurden verschiedene Darsteller für BIA, den Nachfolger der Telenovela Soy Luna. In BIA verkörperte sie die Rolle Isabel “Pixie” Ocaranta in beiden Staffeln der Serie und in der Spezialepisode Bia: Un mundo al revés. Trujillo wirkte zudem als Protagonistin Fatimah in der Disney+-Serie Champeta, el ritmo de la tierra, die 2022 veröffentlicht werden sollte, mit. Bisher ist die Veröffentlichung noch nicht erfolgt. Im Film Milagro de fe verkörperte Trujillo Ángela, die Protagonistin des Films. Der Kinostart in Kolumbien ist für den 15. Februar 2024 geplant.

### Privates
Trujillo hat einen Bruder namens Sebastián Trujillo Restrepo.

## Filmografie

### Fernsehen
- 2019–2020: BIA
- 2021: Bia: Un mundo al revés
- 2024: Milagro de fe

### Theater
- 2015: Un tributo a Michael Jackson[2]
- 2015–2016: Cartas a Papá Noel[2]
- 2017: 30 años de navidad[2]
- 2017–2018: Annie la huerfanita[2]